# Internationaler Wissenschaftsrat (ISC)
Der Internationale Wissenschaftsrat (International Science Council, ISC) ist eine weltweit tätige Internationale Nichtregierungsorganisation und der Dachverband und Interessenvertreter nationaler und internationaler Wissenschaftsvereinigungen.
Der Internationale Wissenschaftsrat ist auf einer Generalversammlung am 4. Juli 2018 in Paris gegründeter Zusammenschluss der beiden Vorgängerorganisationen International Council for Science (ICSU) und International Social Science Council (ISSC) und damit eine der größten Organisationen dieser Art weltweit.

## Die Mission
Der Internationale Wissenschaftsrat macht sich zur Aufgabe, die globale Stimme der Wissenschaften zu sein.

## Aktivitäten
Der Internationale Wissenschaftsrat unterstützt die Wissenschaftsgemeinde bei den Herausforderungen zu Fragen wichtiger Forschungen und Gegenwartsproblemen. Der Fokus liegt dabei vorzugsweise auf drei Schwerpunkten:
- Kommunikative Unterstützung bei der Lösung multinationaler und interdisziplinärer Fragen und Probleme wissenschaftlicher Forschung von internationaler Relevanz;
- Förderung der Leistungsfähigkeit von Forschungsinstituten bei der Bewältigung ihrer von ihnen selbst oder Dritten gegebenen Herausforderungen;
- Verteidigung der Freiheit der Wissenschaft.

### Committee on Data for Science and Technology (CODATA)
Das Komitee "CODATA" als Teil des ISC publiziert empfohlene Werte für physikalische Grundkonstanten. Die Werte werden durch eine Least-Squares-Anpassung auf der Grundlage aller verfügbaren theoretischen und experimentellen Informationen ermittelt. Die Auswahl und Bewertung der Daten erfolgt unter der Schirmherrschaft der CODATA Task Group on Fundamental Constants.
Für aktuelle Daten, Anpassungen und Korrekturen siehe die Details im Hauptartikel Committee on Data for Science and Technology. Die Werte können außerdem öffentlich beim amerikanischen NIST abgerufen werden.

## Struktur
Geleitet wird der Internationale Wissenschaftsrat von einem Verwaltungsrat (Governing Board), welcher von verschiedenen beratenden Institutionen unterstützt wird.
Sitz der Organisation ist Paris mit Regionalbüros in Südafrika für Afrika und Malaysia für Asien und die Südsee. Das Büro in San Salvador (Lateinamerika und die Karibik) wurde geschlossen und dessen Aufgaben von der Zentrale in Paris übernommen.
Der Internationale Wissenschaftsrat vertrat 2019 über 135 Mitgliedsorganisationen (member organisations), 40 Gesellschafts- und Verbandsmitglieder (member unions and associations) und 30 verbundene Mitglieder (affiliated members). Zudem co-sponsert er eine Reihe internationaler Forschungsprogramme, Netzwerke und Ausschüsse.
Der Stein Rokkan Prize for Comparative Social Science Research ist der Ehrenpreis der Organisation.
| Akronym | Name                                                                                 | Wissenschaftlicher Bereich                             |
| ------- | ------------------------------------------------------------------------------------ | ------------------------------------------------------ |
| 4S      | Society for Social Studies of Science                                                | Wissenschaft und Technik                               |
| IALS    | Internationale Vereinigung für Rechtswissenschaft                                    | Rechtswissenschaft                                     |
| IASSA   | Internationale arktische sozialwissenschaftliche Vereinigung                         | Sozialwissenschaften mit Relevanz zur Arktis           |
| IAU     | Internationale Astronomische Union                                                   | Astronomie                                             |
| ICA     | Internationale Kartographische Vereinigung                                           | Kartographie                                           |
| IEA     | International Economic Association                                                   | Wirtschaftswissenschaft                                |
| IFSM    | International Federation of Societies for Microscopy                                 | Mikroskopie                                            |
| IGU     | Internationale Geographische Union                                                   | Geographie                                             |
| IMU     | Internationale Mathematische Union                                                   | Mathematik                                             |
| INQUA   | International Union for Quaternary Research                                          | Zeitalter des Quartärs                                 |
| IPRA    | Internationale Friedensforschungsgesellschaft                                        | Friedensforschung                                      |
| IPSA    | International Political Science Association                                          | Politikwissenschaft                                    |
| ISA     | International Sociological Association                                               | Soziologie                                             |
| ISEE    | International Society for Ecological Economics                                       | Wirtschaftswissenschaft                                |
| ISPRS   | International Society for Photogrammetry and Remote Sensing                          | Photogrammetrie und Fernerkundung                      |
| IUBS    | International Union of Biological Sciences                                           | Biologie                                               |
| IUCr    | International Union of Crystallography                                               | Kristallographie                                       |
| IUFoST  | Internationale Vereinigung für Lebensmitteltechnik und -forschung                    | Lebensmittelwissenschaften und Lebensmitteltechnologie |
| IUFRO   | Internationaler Verband Forstlicher Forschungsanstalten                              | Forstwirtschaft                                        |
| IUGG    | Internationale Union für Geodäsie und Geophysik                                      | Geodäsie und Geophysik                                 |
| IUGS    | International Union of Geological Sciences                                           | Geologie                                               |
| IUHPST  | Internationale Vereinigung für Wissenschaftsgeschichte und -theorie                  | Wissenschaftsgeschichte und Wissenschaftstheorie       |
| IUIS    | Internationale Vereinigung der Immunologie Gesellschaften                            | Immunologie                                            |
| IUMRS   | International Union of Materials Research Society                                    | Materialwissenschaft und Werkstofftechnik              |
| IUMS    | International Union of Microbiological Societies                                     | Mikrobiologie                                          |
| IUNS    | Internationale Vereinigung der Ernährungswissenschaften                              | Ernährung                                              |
| IUPAB   | International Union for Pure and Applied Biophysics                                  | Biophysik                                              |
| IUPAC   | International Union of Pure and Applied Chemistry                                    | Chemie                                                 |
| IUPAP   | Internationale Union für Reine und Angewandte Physik                                 | Physik                                                 |
| IUPESM  | Internationale Vereinigung für die Physik- und Technikwissenschaft der Medizin       | Medizinische Physik                                    |
| IUPHAR  | International Union of Basic and Clinical Pharmacology                               | Pharmakologie                                          |
| IUPS    | Internationale Vereinigung der physiologischen Wissenschaften                        | Physiologie                                            |
| IUPsyS  | International Union of Psychological Science                                         | Psychologie                                            |
| IUSS    | International Union of Soil Sciences                                                 | Bodenkunde                                             |
| IUSSP   | Internationale Vereinigung zu wissenschaftlichen Studien der Bevölkerungsentwicklung | Demographie                                            |
| IUTAM   | Internationale Vereinigung für theoretische und angewandte Mechanik                  | Mechanik                                               |
| IUTOX   | International Union of Toxicology                                                    | Toxikologie                                            |
| UIS     | International Union of Speleology                                                    | Speläologie                                            |
| URSI    | International Union of Radio Science                                                 | Radiowissenschaft                                      |
| WAPOR   | World Association for Public Opinion Research                                        | Meinungsforschung                                      |
| WAU     | World Anthropological Union                                                          | Anthropologie                                          |

| Name |
| --- |
| Ägypten, Academy of Scientific Research and Technology (ASRT)                                               |
| Äthiopien, Ethiopian Science and Technology Agency                                                          |
| Albanische Akademie der Wissenschaften                                                                      |
| Angola, Foundation of Science and Development                                                               |
| Argentinien, Consejo Nacional de Investigaciones Científicas y Técnicas (CONICET)                           |
| Armenische Nationale Akademie der Wissenschaften                                                            |
| Australien, Australian Academy of Science                                                                   |
| Aserbaidschan, Nationale Akademie der Wissenschaften Aserbaidschans                                         |
| Arab Council for the Social Sciences (ACSS)                                                                 |
| Bangladesch, Academy of Sciences                                                                            |
| Belarus, Nationale Akademie der Wissenschaften von Belarus (NASB)                                           |
| Belgien, The Royal Academies for Science and the Arts of Belgium (RASAB)                                    |
| Bolivien, Academia Nacional de Ciencias de Bolivia (ANCB)                                                   |
| Bosnien und Herzegowina, Academy of Sciences and Arts of the Republika Srpska                               |
| Bosnien und Herzegowina, Academy of Sciences and Arts of Bosnia and Herzegovina                             |
| Botswana, Ministry of Infrastructure Science and Technology                                                 |
| Brasilianische Akademie der Wissenschaften (ABC)                                                            |
| Brasilien, Association Nacional de Pos-Graduacao e Pesquisa em Ciencias Sociais (ANPOCS)                    |
| Bulgarische Akademie der Wissenschaften (BAS)                                                               |
| Burkina Faso, Centre National de la Recherche Scientifique et Technologique                                 |
| Chile, Academia Chilena de Ciencias                                                                         |
| Volksrepublik China, China Association for Science and Technology (CAST)                                    |
| Volksrepublik China, Chinesische Akademie der Sozialwissenschaften (CASS)                                   |
| Republik China (Taiwan), Academia Sinica                                                                    |
| CLACSO, Consejo Latinoamericano de Ciencias Sociales                                                        |
| CODESRIA, Council for the Development of Social Science Research in Africa                                  |
| Costa Rica, Academia Nacional de Ciencias                                                                   |
| Dänemark, Königlich Dänische Akademie der Wissenschaften                                                    |
| Deutsche Forschungsgemeinschaft (DFG)                                                                       |
| Dominikanische Republik, Academy of Sciences of the Dominican Republic                                      |
| El Salvador, Viceministerio de Ciencia y Tecnología de El Salvador                                          |
| Elfenbeinküste, Académie des sciences, des arts, des cultures d'Afrique et des diasporas africaines (ASCAD) |
| Estnische Akademie der Wissenschaften                                                                       |
| Eswatini, National Research Council                                                                         |
| Finnland, Council of Finnish Academies                                                                      |
| Frankreich, Académie des sciences                                                                           |
| Georgische Nationale Akademie der Wissenschaften                                                            |
| Ghana, Academy of Arts & Sciences                                                                           |
| Griechenland, Akademie von Athen                                                                            |
| Guatemala, Academia de Ciencias Médicas Fisicas y Naturales de Guatemala                                    |
| Honduras, National Academy of Sciences of Honduras                                                          |
| Indien, Indian Council of Social Science Research (ICSSR)                                                   |
| Indien, Indian National Science Academy                                                                     |
| Indonesian Institute of Sciences (LIPI)                                                                     |
| International, Union Académique Internationale                                                              |
| Irak, Ministry of Science and Technology                                                                    |
| Iran, Universität Teheran                                                                                   |
| Irland, Royal Irish Academy                                                                                 |
| Israelische Akademie der Wissenschaften                                                                     |
| Italien, Consiglio Nazionale delle Ricerche                                                                 |
| Jamaika, Scientific Research Council                                                                        |
| Japan, Science Council of Japan                                                                             |
| Jordanien, Royal Scientific Society                                                                         |
| Kanada, National Research Council of Canada                                                                 |
| Kanada, Social Sciences and Humanities Research Council (SSHRC)                                             |
| Kamerun, Cameroon Academy of Sciences                                                                       |
| Karibik, Caribbean Academy of Sciences (CAS)                                                                |
| Kasachische Akademie der Wissenschaften                                                                     |
| Kenia, Kenya National Academy of Sciences                                                                   |
| Kolumbien, Academia Colombiana de Ciencias Exactas, Físicas y Naturales                                     |
| Nordkorea, Korea Democratic People’s Republic of, State Academy of Sciences                                 |
| Südkorea, Korean Social Science Research Council (KOSSREC)                                                  |
| Südkorea, National Academy of Sciences of the Republic of Korea                                             |
| Kuba, Academia de Ciencias de Cuba                                                                          |
| Laos National Science Council                                                                               |
| Lateinamerika, Facultad Latinoamericana de Ciencias Sociales                                                |
| Lettische Akademie der Wissenschaften                                                                       |
| Lesotho, Department of Science and Technology                                                               |
| Libanon, National Council for Scientific Research                                                           |
| Litauische Akademie der Wissenschaften                                                                      |
| Luxemburg, Fonds National de la Recherche                                                                   |
| Mazedonische Akademie der Wissenschaften und Künste                                                         |
| Madagaskar, Ministère de l'Enseignement Supérieur et de la Recherche Scientifique                           |
| Malawi, National Commission for Science and Technology                                                      |
| Malaysia, Academy of Sciences Malaysia                                                                      |
| Marokko, Hassan II Academy for Science and Technology                                                       |
| Mauritius Research Council                                                                                  |
| Mexikanische Akademie der Wissenschaften                                                                    |
| Mexiko, Consejo Mexicano de Ciencias Sociales, COMECSO                                                      |
| Moldauische Akademie der Wissenschaften                                                                     |
| Monaco, Principauté de, Centre Scientifique de Monaco                                                       |
| Montenegrinische Akademie der Wissenschaften und Künste                                                     |
| Mosambik, Scientific Research Association of Mozambique (AICIMO)                                            |
| Namibia, National Commission on Research, Science and Technology (NCRST)                                    |
| Nepal Academy of Science and Technology (NAST)                                                              |
| Neuseeland, Royal Society of New Zealand                                                                    |
| Niederlande, Königlich Niederländische Akademie der Wissenschaften                                          |
| Nigerian Academy of Science                                                                                 |
| Norwegische Akademie der Wissenschaften                                                                     |
| Norwegen, Research Council of Norway                                                                        |
| Norwegen, Universität Bergen                                                                                |
| Österreichische Akademie der Wissenschaften                                                                 |
| Oman, Research Council of Oman                                                                              |
| OSSREA, Organization for Social Science Research in Eastern and Southern Africa                             |
| Pakistan, Association for the Advancement of Science                                                        |
| Panama, Universidad de Panamá                                                                               |
| Peru, Academia Nacional de Ciencias                                                                         |
| Philippinen, National Research Council                                                                      |
| Philippinen, Philippine Social Science Council (PSSC)                                                       |
| Polnische Akademie der Wissenschaften                                                                       |
| Portugal, Academia das Ciencias de Lisboa                                                                   |
| Rumänische Akademie                                                                                         |
| Ruanda, Kigali Institute of Science and Technology (KIST), Rwanda                                           |
| Russische Akademie der Wissenschaften                                                                       |
| Sambia, Zambia Academy of Sciences                                                                          |
| Saudi-Arabien, King Abdulaziz City for Science and Technology (KACST)                                       |
| Schweden, Königlich Schwedische Akademie der Wissenschaften                                                 |
| Schweiz, Swiss Academy of Humanities and Social Sciences (SAHS)                                             |
| Schweiz, Akademie der Naturwissenschaften Schweiz                                                           |
| Serbische Akademie der Wissenschaften und Künste                                                            |
| Seychellen, Seychelles National Parks Authority                                                             |
| Simbabwe, Research Council of Zimbabwe                                                                      |
| Singapur, Singapore National Academy of Science                                                             |
| Slowakische Akademie der Wissenschaften                                                                     |
| Slowenische Akademie der Wissenschaften und Künste                                                          |
| Südafrika, Human Sciences Research Council of South Africa (HSRC)                                           |
| Südafrika, National Research Foundation (NRF)                                                               |
| Spanien, State Secretariat for Research, Development and Innovation (SEIDI)                                 |
| Sri Lanka, National Science Foundation                                                                      |
| Südpazifik, University of the South Pacific                                                                 |
| Sudan, National Centre for Research                                                                         |
| Tadschikistan, Academy of Sciences of the Republic of Tajikistan                                            |
| Tansania, Tanzania Commission for Science and Technology (COSTECH)                                          |
| Thailand, National Research Council of Thailand                                                             |
| Togo, Chancellerie des Universités du Togo                                                                  |
| Tschechien, Akademie der Wissenschaften der Tschechischen Republik                                          |
| Türkei, TÜBITAK                                                                                             |
| Türkiye Bilimler Akademisi (TÜBA)                                                                           |
| Tunis, Université Tunis El Manar                                                                            |
| Uganda, Uganda National Council for Science and Technology (UNCST)                                          |
| Ukraine, Nationale Akademie der Wissenschaften der Ukraine                                                  |
| Ungarische Akademie der Wissenschaften                                                                      |
| United Kingdom, British Academy                                                                             |
| United Kingdom, Economic and Social Research Council (ESRC)                                                 |
| United Kingdom, Royal Society                                                                               |
| Uruguay, Comisión Consejo Nacional de Innovacion Ciencia y Tecnologia (CONICYT)                             |
| Usbekistan, Akademie der Wissenschaften der Republik Usbekistan                                             |
| Vatikanstadt, Päpstliche Akademie der Wissenschaften                                                        |
| Venezuela, Fondo Nacional de Ciencia, Tecnología e Innovación                                               |
| Vereinigte Staaten, National Academy of Sciences                                                            |
| Vietnam Union of Science and Technology Associations                                                        |

| AAS, African Academy of Sciences                                           |
| AASSA, Association of Academies and Societies of Sciences in Asia          |
| Academy of Social Sciences, United Kingdom                                 |
| ASTC, Association of Science-Technology Centers                            |
| CIE, Internationale Beleuchtungskommission                                 |
| EADI, European Association of Development and Training Institutes          |
| ECPR, European Consortium for Political Research                           |
| FIG, Fédération Internationale des Géomètres                               |
| IAAP, International Association of Applied Psychology                      |
| IAHR, Internationale Vereinigung für Wasserumwelttechnik und -forschung    |
| IASC, International Arctic Science Committee                               |
| ICA, International Commission for Acoustics                                |
| ICIAM, International Council for Industrial and Applied Mathematics        |
| ICLAS, International Council for Laboratory Animal Science                 |
| ICO, International Commission for Optics                                   |
| ICSTI, International Council for Scientific and Technical Information      |
| IFDO, International Federation of Data Organizations for Social Science    |
| IFIP, International Federation for Information Processing                  |
| IFLA, International Federation of Library Associations and Institutions    |
| IFS, International Foundation for Science                                  |
| IIASA, Internationales Institut für angewandte Systemanalyse               |
| ISA, International Studies Association                                     |
| ISDE, International Society for Digital Earth                              |
| IUVSTA, International Union for Vacuum Science, Technique and Applications |
| IWA, International Water Association                                       |
| PSA, Pacific Science Association                                           |
| SSRC, Social Science Research Council                                      |
| TNI, Transnational Institute                                               |
| TWAS, The World Academy of Sciences                                        |